# Santa Cruz de Pinares
Santa Cruz de Pinares es un municipio de España perteneciente a la provincia de Ávila, en la comunidad autónoma de Castilla y León. Cuenta con una población de 170 habitantes (INE 2024).

## Geografía

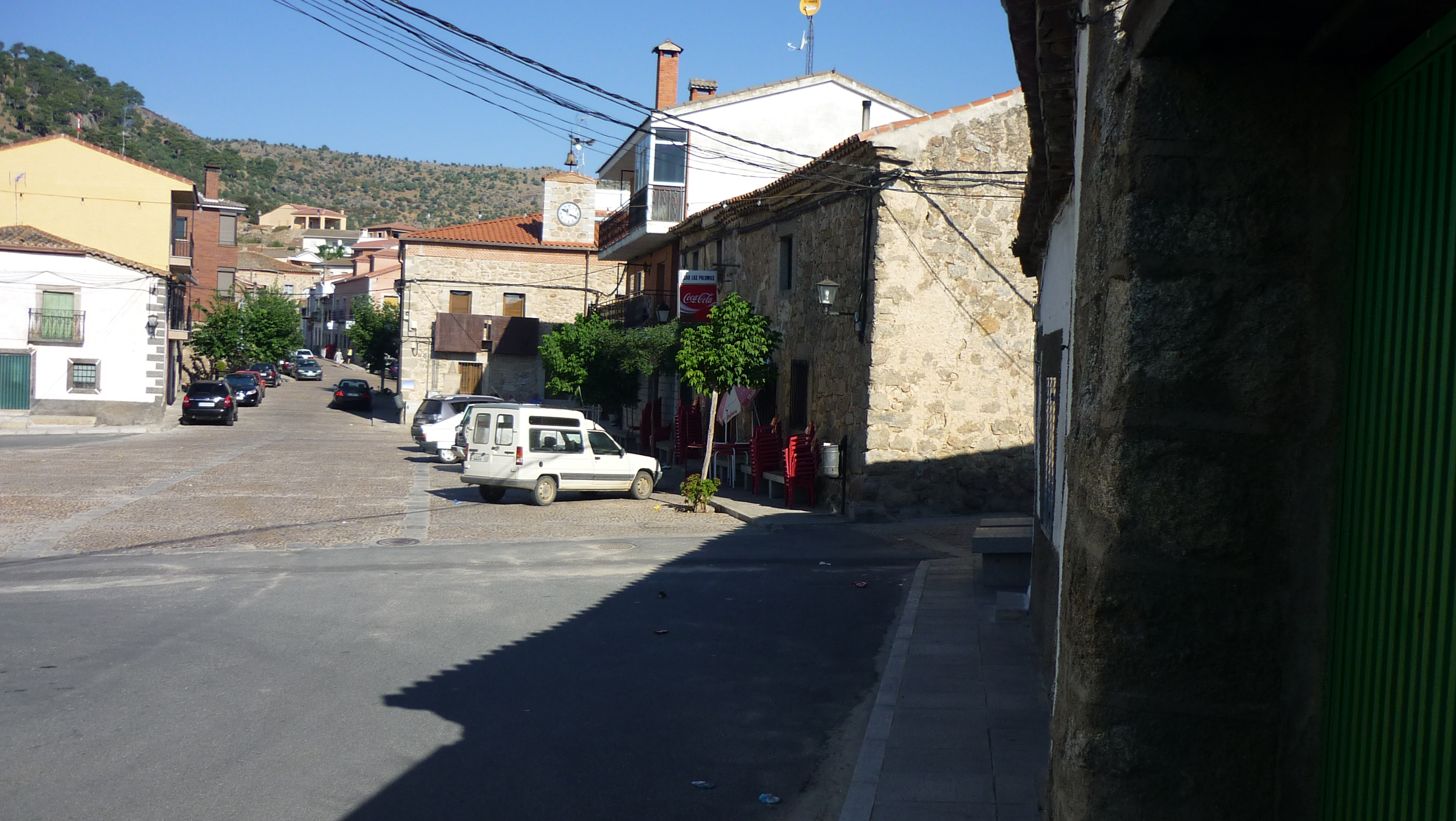
Plaza del pueblo y calle Mayor. Al fondo, la sierra.

El municipio se encuentra al este la provincia, y limita con los siguientes términos municipales: al nordeste, con Herradón de Pinares; al este, con San Bartolomé de Pinares; al sur y suroeste, con El Barraco; y al noroeste, con Tornadizos de Ávila.
La localidad está situada a 24 km de la capital provincial próxima al pantano de El Burguillo a una altitud de 1010 m s. n. m.
| Noroeste: Tornadizos de Ávila | Norte: Herradón de Pinares | Noreste: Herradón de Pinares      |
| Oeste: El Barraco             |                            | Este: San Bartolomé de Pinares    |
| Suroeste: El Barraco          | Sur: El Barraco            | Sureste: San Bartolomé de Pinares |

### Espacios naturales
Entre sus espacios naturales, cuenta con una extensa sierra con manantiales naturales, un frondoso encinar con ejemplares centenarios a las afueras del área urbana, así como numerosos pinares y una piscina natural.
También dispone de una presa artificial que abastece de agua a otros pueblos de la comarca de Tierra de Pinares: el Herradón y San Bartolomé.
Antiguos campos de trilla
- Las Erillas
- Navalcastaño
- Navapalomas

Manantiales
- El Canto
- El Lugar
- La Mata del Toro
- Sosa
- El Molinillo

Parajes rústicos
- El Bernabel
- El Calvario
- El Culebrero
- El Derechal
- El Quejigo
- La Cabezuela
- La Robleda
- Las Encinas
- Las Majadas
- Las Navezuelas

Puentes
- Las Pegueras
- La Canaleja
- Consuna

Ríos
- Arroyo Bravojo (Saúco)
- Arroyo de la Peguera
- Río de la Gaznata

## Demografía
Santa Cruz de Pinares cuenta con una población de 170 habitantes (INE 2024).
| Gráfica de evolución demográfica de Santa Cruz de Pinares entre 1842 y 2021                                           |
| |
| Población de derecho según los censos de población del INE. Población de hecho según los censos de población del INE. |

## Monumentos y lugares de interés
Posee algunos monumentos románicos y construcciones religiosas. En el centro del pueblo se halla la iglesia, una edificación en piedra de sillería que data del siglo XVI. En su interior destaca el retablo mayor, con una representación de santa María Magdalena realizada en alabastro. Se atribuye al escultor Juan Rodríguez; Su nombre original era iglesia de la Exaltación de la Santa Cruz, y de él tomó el pueblo su nombre actual.
El edificio del ayuntamiento se construyó en tiempos de Carlos III, y en él puede verse el escudo heráldico del señorío feudal de la Casa de Tamames. A las afueras se hallan dos ermitas: la de la Inmaculada (en honor a esta Virgen, a la que se venera el 8 de diciembre con procesión y cánticos) y la del Consuelo. Por último, las Cunas de Moros es una necrópolis en roca, posiblemente de origen visigodo.

## Servicios
- Polideportivo El Molinillo

Se terminó de construir en el año 2009. Está situado en el paraje conocido como El Molinillo; lugar donde últimamente se celebraban las corridas de toros, durante las fiestas patronales, para lo cual se montaba una plaza de toros móvil. En dicho polideportivo se celebra una de las principales actividades de las fiestas de verano (15 de agosto): el ya tradicional campeonato de futbol-sala, en el que participan más de 150 jugadores, de todas las edades.

## Fiestas
Las fiestas patronales son en septiembre, los días: 13 (vísperas), 14 (Exaltación de la Santa Cruz) y 15 (Nuestra Señora de los Dolores), aunque suelen adaptarse o extenderse al fin de semana más cercano para facilitar la asistencia. En ellas se organizan actuaciones, aparte de actividades para niños y mayores, que incluyen una marcha a pie para todas las edades.